# Sarpsborg Olavs Menn
I Sarpsborg Olavs Menn sono una squadra di football americano, di Sarpsborg, in Norvegia, fondata nel 2013.

## Dettaglio stagioni

### Tornei nazionali

#### Campionato

##### Eliteserien
| Stagione | regular season | regular season | regular season | regular season | regular season | regular season | playoff | playoff | playoff | playoff | playoff | playoff                  | playoff         |
|          | Vin            | Par            | Per            | Tot            | PF             | PS             | Vin     | Per     | Tot     | PF      | PS      | risultato                | avversaria      |
| -------- | -------------- | -------------- | -------------- | -------------- | -------------- | -------------- | ------- | ------- | ------- | ------- | ------- | ------------------------ | --------------- |
| 2016     | -              | -              | -              | -              | -              | -              | 0       | 1       | 1       | 0       | 42      | Primo turno di wild card | Åsane Seahawks  |
| 2018     | -              | -              | -              | -              | -              | -              | 0       | 1       | 1       | 24      | 55      | Wild Card                | Eidsvoll 1814's |
| 2019     | 0              | 0              | 6              | 6              | 80             | 227            | 1       | 1       | 2       | 77      | 97      | Semifinale               | Oslo Vikings    |
| Totale   | 0              | 0              | 6              | 6              | 80             | 227            | 1       | 3       | 4       | 101     | 194     |                          |                 |

Fonti: Enciclopedia del Football - A cura di Roberto Mezzetti

##### 2. Divisjon (secondo livello)/1. Divisjon
| Stagione | regular season | regular season | regular season | regular season | regular season | regular season | playoff | playoff | playoff | playoff | playoff | playoff        | playoff          |
|          | Vin            | Par            | Per            | Tot            | PF             | PS             | Vin     | Per     | Tot     | PF      | PS      | risultato      | avversaria       |
| -------- | -------------- | -------------- | -------------- | -------------- | -------------- | -------------- | ------- | ------- | ------- | ------- | ------- | -------------- | ---------------- |
| 2014     | 2              | 0              | 2              | 4              | 104            | 54             | 0       | 1       | 1       | 30      | 60      | Sesto posto    | Kolbotn Hunters  |
| 2015     | 3              | 0              | 2              | 5              | 155            | 79             | 1       | 0       | 1       | 68      | 28      | Non retrocessi | Tønsberg Raiders |
| 2016     | 3              | 0              | 3              | 6              | 114            | 92             | -       | -       | -       | -       | -       | -              | -                |
| 2017     | 4              | 0              | 2              | 6              | 113            | 79             | -       | -       | -       | -       | -       | -              | -                |
| 2018     | 6              | 0              | 0              | 6              | 275            | 50             | -       | -       | -       | -       | -       | Campioni       | -                |
| 2021     | 6              | 0              | 0              | 6              | 286            | 73             | -       | -       | -       | -       | -       | Campioni       | -                |
| Totale   | 24             | 0              | 9              | 33             | 1047           | 427            | 1       | 1       | 2       | 98      | 88      |                |                  |

Fonti: Enciclopedia del Football - A cura di Roberto Mezzetti

### Riepilogo fasi finali disputate
| Anno           | Luogo    | Evento                  | Fase del torneo      | Incontro                                | Risultato |
| 28 giugno 2014 |          | 2. Divisjon             | Finale 5º - 6º posto | Kolbotn Hunters - Sarpsborg Olavs Menn  | 60 - 30   |
| 4 luglio 2015  |          | 2. Divisjon             | Playout              | Sarpsborg Olavs Menn - Tønsberg Raiders | 68 - 28   |
| 11 giugno 2016 | Åsane    | 1. Divisjon/Eliteserien | Wildcard             | Åsane Seahawks - Sarpsborg Olavs Menn   | 42 - 0    |
| 24 giugno 2018 | Eidsvoll | 1. Divisjon/Eliteserien | Wildcard             | Eidsvoll 1814's - Sarpsborg Olavs Menn  | 55 - 24   |
| 30 giugno 2019 | Oslo     | Eliteserien             | Semifinale           | Oslo Vikings - Sarpsborg Olavs Menn     | 63 - 14   |

## Palmarès
- 2 Campionati norvegesi di secondo livello (2018, 2021)